# Dzerzjinsk
För andra betydelser, se Dzerzjinsk (olika betydelser).

Stadens vapen.

Dzerzjinsk (ryska: Дзержи́нск) är den näst största staden i Nizjnij Novgorod oblast, Ryssland. Folkmängden uppgår till cirka 235 000 invånare. Staden är starkt präglad av kemisk industri och har av Guinness Rekordbok utnämnts till världens kemiskt mest förorenade stad. Staden är uppkallad efter den polske bolsjeviken Felix Dzerzjinskij, den förste ledaren för den hemliga polisen Tjekan.

## Stadens administrativa område
Dzerzjinsk administrerar även områden utanför själva centralorten.
| Stad/Ort   | Invånarantal 9 oktober 2002 | Invånarantal 14 oktober 2010 | Invånarantal 1 januari 2015 |
| ---------- | --------------------------- | ---------------------------- | --------------------------- |
| Dzerzjinsk | 261 334                     | 240 742                      | 234 284                     |
| Babino     | 2 498                       | Ingen uppgift                | Ingen uppgift               |
| Gavrilovka | 712                         | 803                          | 827                         |
| Gorbatovka | 3 321                       | 3 378                        | 3 494                       |
| Pyra       | 2 025                       | Ingen uppgift                | Ingen uppgift               |
| Zjelnino   | 696                         | 896                          | 860                         |
| Landsbygd  | 316                         | 5 197                        | 5 151                       |
| TOTALT     | 270 902                     | 251 016                      | 244 616                     |

Babino och Pyra räknas numera som landsbygd.